# Metas de inflação
Meta de Inflação é uma política econômica onde principal objetivo dos países que adotam é diminuir e manter a inflação em níveis baixos. Para isto eles fazem um anúncio prévio de uma meta numérica para a inflação em prazo predeterminado e se comprometem explicitamente de que o Banco Central irá buscar o cumprimento desta meta fixada. Para alcançar a meta estabelecida, muitas vezes pelo Governo, o BC deve utilizar todos os instrumentos possíveis como a taxa de juros, o crescimento da base monetária ou a taxa de câmbio. Sua discussão inicia-se a partir do final dos anos 1970, com os vencedores do Prêmio Nobel e pertencentes à escola novo-clássica Finn Kydland e Edward Prescott, no artigo "Rules Rather than Discretion: The Inconsistency of Optimal Plans" Seu uso inicia-se com o Banco Central neozelandês, em 1990.
Os defensores do regime de metas de inflação acreditam que ele desempenha basicamente duas funções: serve como elemento de coordenação de expectativas dos agentes econômicos (principalmente aqueles que operam no mercado financeiro), e funciona como mecanismo de transparência para a condução da política monetária, auxiliando na redução das incertezas (Leiderman e Svensson, 1995). Para Mishkin (1997), uma alta inflação dificulta a decisão de poupança de longo prazo e de investimento, exacerbando a volatilidade dos preços, e aumentando o risco de financiamento e dos contratos de trabalho.
Assim segundo Mishkin (2000), o regime de metas de inflação é caracterizado por cinco elementos principais, são eles:
- O anuncio público de um número como meta para a inflação,
- Um comprometimento institucional de que a estabilidade dos preços será o primeiro objetivo da política monetária, ao qual os outros objetivos estarão subordinados,
- Muitas variáveis, e não somente os agregados monetários ou a taxa de câmbio, são levadas em conta na decisão de estabelecer os instrumentos de política monetária para o alcance da meta,
- Aumentar a transparência da política monetária através da comunicação com o público e com o mercado sobre os planos, objetivos e decisões das autoridades monetárias,
- Aumentar a responsabilidade do Banco Central com o alcance de tal objetivo, isto significa que o Banco Central paga um alto preço se adotar uma política arbitrária que leve a uma alta inflação.

Sob a política, os investidores sabem qual a taxa de inflação que o Banco Central considera para os próximos anos e assim podem prever mais facilmente a taxa de juros para seus investimentos. Com isso o regime de metas de inflação gera uma maior estabilidade econômica.

## Arcabouço teórico
O regime de metas de inflação parte de premissa básica de que o objetivo principal da política monetária é alcançar e preservar uma taxa de inflação baixa e estável. O chamado "novo consenso macroecômico" se baseia nos paradigmas de neutralidade da moeda, expectativas racionais, equilíbrio contínuo de mercado, preços flexíveis, oferta de trabalho determinada por salários reais e na hipótese da taxa natural de desemprego.

## Trinômio reputação-credibilidade-transparência
A importância, função e utilização do trio reputação-credibilidade-transparência são de grande relevância na discussão do regime de metas de inflação e sua funcionalidade.
Presente no código de boas práticas de políticas econômicas do Fundo Monetário Internacional, a transparência é ponto central na discussão de política econômica atualmente:
"O caso para a transparência das políticas monetária e financeira é baseado em duas premissas principais. Em primeiro lugar, a eficácia das políticas monetária e financeira pode ser reforçada se os objetivos e instrumentos da política são conhecidos pelo público e se as autoridades podem elaborar um compromisso crível para encontrá-los. Ao disponibilizar mais informações sobre as políticas monetária e financeira, uma boa política de transparência promove uma eficiência potencial para os mercados. Em segundo lugar, uma boa governança traz para os bancos centrais e agentes financeiros responsabilidades, em especial quando é concedido um elevado grau de autonomia às autoridades monetárias e financeiras".
O regime de metas de inflação trouxe para o centro do debate a credibilidade da política monetária, pois esta é "uma condição necessária para que as expectativas dos agentes econômicos estejam de acordo com os objetivos almejados pelo banco central" (Oreiro, 2003, p. 121).
Reputação, diferentemente de credibilidade, é um comportamento forward-looking, ou seja, um Banco Central depende de ter feito boas ações no passado para ter uma boa reputação. Já para ter uma alta credibilidade o Bacen depende do grau de confiança em relação à habilidade e determinação que os agentes tem em relação ao Banco Central.

## Pressupostos Econômicos
Alguns pressupostos são, segundo alguns autores, necessários à adoção do regime de metas de inflação, para outros, não interferem no desempenho do país sob o regime. Segundo Batini et al (2006) as precondições são:
- Independência Institucional: O Banco Central tem que ter plena autonomia institucional e estar livre de pressões fiscais e políticas que criam conflitos com o objetivo da inflação.
- Infra-estrutura técnica bem desenvolvida – O Banco Central tem que ter uma previsão da inflação, a capacidade de modelar e os dados necessários para implementar o regime.
- Estrutura econômica – Os preços devem ser desregulados (não controlados nem regulados pelo governo), a economia não deve ser excessivamente sensível aos preços das commodities e à taxa de câmbio
- Sistema financeiro saudável – O sistema deve ter um mercado de capital bem desenvolvido.
- Inexistência de dominância fiscal – Um grande déficit fiscal irá causar a quebra do regime.

Destas pré-condições derivam os problemas dos mercados emergentes ao implementarem regime de metas de inflação, pois segundo Mishkin (2000) estes países têm certas dificuldades que os tornam mais vulneráveis a crises

## O regime de metas de inflação no Brasil

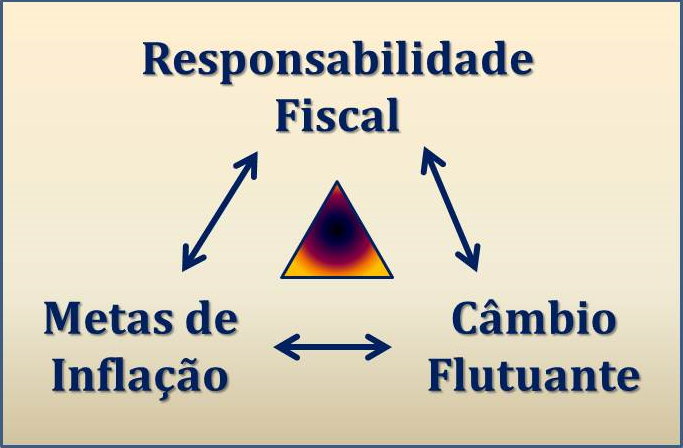
Metas de inflação fizeram parte do Tripé Macroeconômico

A adoção do Plano Real e de um regime de bandas cambiais, em 1995, possibilitou ao Brasil uma queda e manutenção da inflação em baixos níveis. Porém a manutenção desta baixa inflação foi muito custosa, pois foi feita através de privatizações, empréstimos externos e queda nas reservas. O ataque especulativo em janeiro de 1999 e as baixas reservas internacionais tornaram impossível a manutenção do regime de bandas cambiais, o que levou a que se adotasse um regime de câmbio flexível. Em junho de 1999, como forma de ancorar a inflação, o Brasil adotou o regime de metas de inflação, dando ao Banco Central do Brasil toda a responsabilidade e a independência operacional para conduzir a política monetária de forma a alcançar a inflação definida pelo governo.
Em 1º de junho de 1999 o Brasil adotou formalmente o regime de metas de inflação, com a justificativa de que o Governo tinha que coordenar as expectativas dos mercados e controlar a inflação em um contexto de livre flutuação do câmbio (Barbosa-Filho, 2006). O Presidente do Brasil sancionou o decreto nº 3088 do dia 21 de junho de 1999, cujos pontos chaves são:
- O estabelecimento da meta para a inflação com base na variação de um índice de preços amplamente conhecido;
- Determinação da meta numérica e dos intervalos de tolerância pelo Conselho Monetário Nacional;
- As metas para 1999, 2000 e 2001 foram determinadas em 30 de junho de 1999 e as metas de 2002 e dos anos subseqüentes são determinadas em 30 de junho com dois anos de antecedência;
- O Banco Central do Brasil é o responsável pela implementação de políticas necessárias para o alcance das metas;
- O índice de preços a ser utilizado é escolhido pelo Conselho Monetário Nacional, conforme proposta do Ministro da Fazenda;
- A meta é considerada cumprida a não ser que a inflação acumulada entre janeiro e dezembro do ano em questão fique fora do intervalo de tolerância;
- No caso de a meta não ser alcançada, o presidente do Banco Central do Brasil deve enviar uma Carta Aberta ao Ministro da Fazenda explicando as causas do não cumprimento da meta, as medidas a serem adotadas para assegurar o retorno da inflação aos níveis tolerados e o período necessário para que isso ocorra e;
- O Banco Central publicará um relatório trimestral de inflação contendo as informações sobre o desempenho do regime de metas, os resultados das ações da política monetária e as perspectivas sobre a inflação (Bogdanski, et al. 2000)[5]

Assim, no dia 30 de Junho de 1999 o Conselho Monetário Nacional (CMN), que era formado pelo Ministro do Planejamento, Ministro da Finanças e pelo Presidente do Banco Central (todos são apontados pelo Presidente da Repúblicas e nenhum tem mandato fixo), escolheu o índice de preços ao consumidor amplo (IPCA), calculado pelo Instituto Brasileiro de Geografia e Estatística (IBGE), como o índice a ser usado.

### Resultados do Regime de Metas de Inflação no Brasil
Desde 1999, o Brasil está sob o regime de metas de inflação para orientar sua política monetária. Desta forma, a oferta de moeda pelo Banco Central segue uma estratégia para atingir uma banda de inflação determinada pelo Conselho Monetário Nacional.
Especificamente, temos o seguinte quadro inflacionário pelo IPCA cheio, no período 1999-2019: 
- 1999 = (Inflação: 8,94%) (Meta: 8,0%) (Teto da Meta:10,0%) (FHC)
- 2000 = (Inflação: 5,97%) (Meta: 6,0%) (Teto da Meta: 8,0%) (FHC)
- 2001 = (Inflação: 7,67%) (Meta: 4,0%) (Teto da Meta: 6,0%) (FHC)
- 2002 = (Inflação:12,53%) (Meta: 3,5%) (Teto da Meta: 5,5%) (FHC)
- 2003 = (Inflação: 9,30%) (Meta: 4,0%) (Teto da Meta: 6,5%) (Lula)
- 2004 = (Inflação: 7,60%) (Meta: 5,5%) (Teto da Meta: 8,0%) (Lula)
- 2005 = (Inflação: 5,69%) (Meta: 4,5%) (Teto da Meta: 7,0%) (Lula)
- 2006 = (Inflação: 3,14%) (Meta: 4,5%) (Teto da Meta: 6,5%) (Lula)
- 2007 = (Inflação: 4,46%) (Meta: 4,5%) (Teto da Meta: 6,5%) (Lula)
- 2008 = (Inflação: 5,90%) (Meta: 4,5%) (Teto da Meta: 6,5%) (Lula)
- 2009 = (Inflação: 4,31%) (Meta: 4,5%) (Teto da Meta: 6,5%) (Lula)
- 2010 = (Inflação: 5,91%) (Meta: 4,5%) (Teto da Meta: 6,5%) (Lula)
- 2011 = (Inflação: 6,50%) (Meta: 4,5%) (Teto da Meta: 6,5%) (Dilma)
- 2012 = (Inflação: 5,84%) (Meta: 4,5%) (Teto da Meta: 6,5%) (Dilma)
- 2013 = (Inflação: 5,91%) (Meta: 4,5%) (Teto da Meta: 6,5%) (Dilma)
- 2014 = (Inflação: 6,41%) (Meta: 4,5%) (Teto da Meta: 6,5%) (Dilma)
- 2015 = (Inflação: 10,67%) (Meta: 4,5%) (Teto da Meta: 6,5%) (Dilma)
- 2016 = (Inflação: 6,29%) (Meta: 4,5%) (Teto da Meta: 6,5%) (Temer)
- 2017 = (Inflação: 2,95%) (Meta: 4,5%) (Teto da Meta: 6,0%) (Temer)
- 2018 = (Inflação: 3,75%) (Meta: 4,5%) (Teto da Meta: 6,0%) (Temer)
- 2019 = (Inflação: 4,31%) (Meta: 4,25%) (Teto da Meta: 5,75%) (Bolsonaro)

### Críticas à aplicação do modelo no Brasil

#### Segundo Franklin Serrano
O regime de metas de inflação é baseado em três premissas:
1. O núcleo ou tendência da inflação é resultado de choques de demanda;
2. a taxa de juros é operada com o objetivo de controlar a demanda agregada;
3. alguma variação na taxa de câmbio ocorre como um efeito colateral das mudanças na taxa de juros.

Essas três premissas somente se sustentam se:
1. o hiato do produto, que ocorre quando o produto efetivo supera o produto potencial, afeta a inflação de forma sistemática;
2. os choques inflacionários têm persistência total, isto é, os coeficientes de inércia e de expectativas inflacionárias, somados, se igualam à unidade;
3. o produto potencial é independente da evolução da demanda;
4. os choques de custo são aleatórios, causados, por exemplo, por safras agrícolas abundantes ou excepcionalmente fracas.

Nesse contexto, o Banco Central deve se preocupar exclusivamente com a meta de inflação, pois a política monetária seria neutra e a longo prazo não afetaria nem o produto nem a capacidade produtiva da economia.
O problema é que, no caso da economia brasileira, no período de 1999 até os dias atuais, nenhum destes quatro pressupostos se sustenta.
No caso da economia brasileira recente, os choques inflacionários não têm persistência total sobre a inflação, tendo em vista que a soma dos coeficientes da inflação passada (inércia) e futura (expectativas inflacionárias) na Curva de Phillips é inferior à 1,0, sendo, no máximo, em torno de 0,7.
A crença de que "o produto potencial é independente do produto corrente" é totalmente refutada pois o investimento que cria capacidade para o setor privado é basicamente induzido pela evolução da demanda final de consumo, ou seja,  qualquer crescimento mais persistente na demanda acaba estimulando aumentos do investimento e da capacidade produtiva.

#### Crítica pós-keynesiana
O uso de altas taxas de juros no longo prazo também pode reduzir o produto potencial ou fazer com que esse cresça menos que o produto efetivo. Portanto, o aumento do hiato do produto não deveria ser tratado com aumento da taxa de juros, pois a queda do produto potencial dificultará a queda do hiato de produto. Desse modo haveria grande prejuízo ao investimento, e ao crescimento da produção e do emprego, o que resultaria em elevado custo social.
No caso do Brasil, o aumento da taxa de juros básica inibe os investimentos de média e longa maturação. Isso ocorre porque quando as taxas de juros dos títulos de curto prazo são altas, a taxa para atrair poupanças para títulos de médio e longo prazos para consolidar os investimentos tem que ser mais alta ainda, porque precisa conter o prêmio de liquidez. Essas taxas de juros não conseguem, por outro lado, ser compensadas pelas eficiências marginais dos capitais para muitos investidores, e o investimento é, por essa razão, inibido.
Particularmente no caso brasileiro, diante de qualquer suspeita de elevação do nível de preços, eleva-se a taxa de juros, mas tal política também reduz o nível de investimentos privados o que resfria toda a economia e aumenta o desemprego.
A inflação não depende exclusivamente de fatores de demanda, mas também de fatores ligados à oferta, sendo a inflação o fenômeno predominantemente de custos.
Alguns autores pós-keynesianos reconhecem que a utilização da taxa de juros pode ser eficaz para controlar a inflação, mas não recomendam sua utilização pois causa desemprego. Uma elevação da taxa de juros atacaria os sintomas da inflação e não as suas causas, aliás, o aumento dos juros elevarias os custos, que seriam a verdadeira causa da inflação. Os pós-keynesiana entendem que existem vários tipos de inflação e para cada tipo deve ser utilizado um instrumento anti-inflacionário diferente, sempre buscando atacar as causas da inflação.
Mesmo que aumentos na taxa de juros inibam a demanda e a produção, ao afetarem negativamente a capacidade produtiva ou o seu crescimento, têm menor efeito sobre a inflação do que esperado, e submetem a economia a um custo social elevado em termos de desemprego.